# 曼達巨尾魟
曼達巨尾魟（学名：Urotrygon munda），又名魴仔，为巨尾魟科巨尾魟屬下的一个种。